# Jos Adams
Jos Adams (Merksplas, 20 december 1920 - 23 maart 2001) was een Belgisch kunstschilder.

## Levensloop
Adams werd als zoon van een brigadier der douane in Merksplas geboren, maar bracht een groot stuk van zijn jeugd door in Brecht. In 1940 werd hij onderwijzer. Hij kwam terecht in de Academie voor Schone Kunsten te Antwerpen. In 1953 ging hij naar Congo waar hij tekenleraar werd in Kamina. Na de onafhankelijkheid in 1960 kwam hij terug naar België en aanvaardde de leiding over de lagere school van de Sint-Amandsparochie van Antwerpen. In 1965 werd hij de eerste directeur van het Instituut voor Kreatieve Opvoeding in Hoogstraten.
Op 23 maart 2001 overleed de schilder in een Frans hospitaal. Adams en zijn vrouw Julia woonden op dat moment al bijna 10 jaar in Villemotier.